# 広島県総合グランド野球場

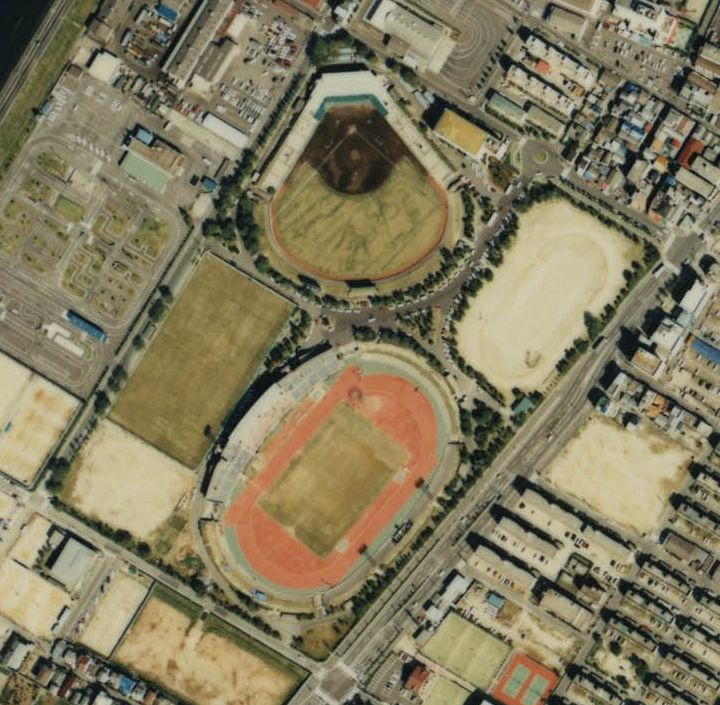
1988年。

広島県総合グランド野球場（ひろしまけんそうごうグランドやきゅうじょう）は、広島県広島市西区の広島県総合グランド内にある野球場で、通称は「総合球場」もしくは「県営球場」。
施設は県が所有し、2016年（平成28年）4月以降、「セイカスポーツセンター・鹿島建物・西尾園芸共同事業体」が指定管理者となり運営管理を行っている。
施設の命名権をコカ・コーラウエストホールディングスが取得し、2008年（平成20年）4月1日より呼称を「Coca-Cola West野球場」（コカ・コーラウエストやきゅうじょう）としていた。
その後、組織再編でコカ・コーラボトラーズジャパンホールディングスとなった事に伴い、2018年（平成30年）4月1日からは、「コカ・コーラボトラーズジャパン広島総合グランド野球場」としていた。2020年（令和2年）3月31日をもって命名権契約が終了し、4月1日より「広島県総合グランド野球場」に名称を戻していた。
同年10月1日より、BMWの中国地方の販売代理店（正規ディーラー）「バルコム」が広島県総合グランド全体の命名権を取得し、、「Balcom BMWベースボールスタジアム」（バルコム・ビーエムタブリュー・ベースボールスタジアム）の呼称を用いることになった。
プロ野球・広島カープの初代・本拠地球場（観音球場）でもある。

## 歴史
1941年（昭和16年）12月、広島県の皇紀2600年記念事業の一環として完成。広島県総合グランドの当時の名称だった「廣島総合體錬場（たいれんじょう）」の一施設。厚生省が若者の体力の向上を図ろうと、全国10カ所に総合運動施設の建設を計画したことが発端で、呉市との誘致合戦の末、当地に建設が決定した。作業はグラウンド等と同様に市内の旧制中学校および同女学校の勤労奉仕動員学徒の労働力があてられた。
本格的な野球場としては中国地方初。 同年12月7日、広陵中学と広島市商が記念すべき第一戦を行い、広陵が3-1で勝利している（当時の中国新聞による）。大会2日目の広島商業×県立広島工業戦の4回に、日米開戦を伝える場内アナウンスが流れ、軍艦マーチが再三流された。
太平洋戦争後、1950年（昭和25年）に発足した広島カープ（以下、カープ）の本拠地となった。この球場が本格的な野球場だったことがカープ誕生に大きな役割を果たしたという見方もある。フィールドは全面土で、外野も芝は敷かれておらず、観客席はバックネット裏に土盛りしたスタンドが少々あったが、残りの1塁側と3塁側のファウルグラウンド及び外野との境に杭を立てて縄を張り、その外側を観客席とした。縄はフェンスの代わりでもあり、打球が外野の縄の上を越えると本塁打、下をくぐると二塁打（エンタイトルツーベース）というグラウンドルールがあった。ナイター用の照明設備もなく、カメラマンブースもグラウンド内にあり、水はけも悪く設備は余りにも不充分だったものの、カープには県民の根強い応援の後押しがあった。市民の募金で球団を支える試み「樽募金」の発祥の地でもあり、あちらこちらに募金を呼びかける樽が置いてあった。「樽募金」第一号のレフト側の入口に積まれている石垣は、当時のままの姿を残す。また、塀を乗り越えてタダ見するお客を資金難に苦しんだカープ初代監督の石本秀一が試合そっちのけで見張っていた。ちなみに張本勲も何度も乗り越えて見たという。
1954年（昭和29年）2月にジョー・ディマジオとマリリン・モンローが新婚旅行で来日して広島入りした際、ディマジオが本球場を訪れ、カープの選手に2日間に渡り打撃指導を行った。しかし、応援に訪れたモンローにディマジオそっちのけでファンが殺到。このことが離婚の原因になったという逸話も残る。　
カープ可愛さの余り、暴徒化したファンが試合後に審判団を軟禁したり、空き瓶を相手チームの選手に投げ付けるなどのトラブルも頻発した。1953年（昭和28年）の洋松ロビンスとの試合では、洋松の選手がレフトポールに直撃するホームランを放つと「こんなもんがあるからカープが負けるんじゃ」とファンがそのポールを引き抜いてしまうという珍事も起きた。1957年（昭和32年）7月22日に広島市民球場が完成したのに伴い、プロ公式戦の開催は終了した。しかし、その後も改築や改修などを経て現在に至るまで、県内のアマチュア野球の主力球場として活用されている。
1971年（昭和46年）7月には雨が続き、高校野球県大会が順延続きで日程的に厳しくなったため、グラウンドにガソリンを撒いて火を放って乾燥させるという強引な整備が行われた。中国新聞では、これを「火あぶり」と表現し、グラウンドから黒煙が立ち上る写真を掲載している。この手法は呉市二河野球場でも行われた。
なお、1992年（平成4年）には、広島市民球場のスコアボード改築工事のため、カープのファン感謝デーが本球場での開催となった。

## 施設概要
- 所在地：広島県広島市西区観音新町二丁目11番124号
- 内野：土、外野：天然芝
- 両翼：92 m、中堅：113 m
- スコアボード：磁気反転式
- 13,250人収容（ネット裏：ベンチ席、内野：石段席、外野：芝生）

## 総合グランド内その他の施設
- 広島県総合グランド
  - 広島県総合グランドメインスタジアム
  - 広島県総合グランド補助競技場
  - 広島県総合グランドラグビー場
  - 広島県総合グランド運動場（多目的広場）